# Правило лівої руки

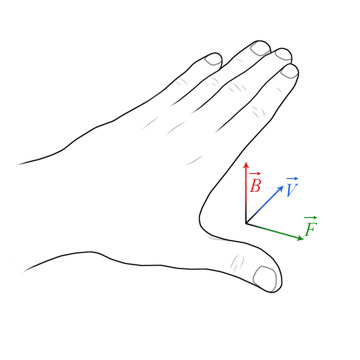
Правило лівої руки

Пра́вило лі́вої руки́ — якщо розташувати ліву руку (долоню) так аби витягнуті пальці мали збіжність з напрямом струму, а силові лінії магнітного поля входили в долоню, то відставлений перпендикулярно великий палець вкаже напрям сили, що діє на провідник.
Це правило допомагає визначити напрям сили Ампера, яка діє на рухомий заряд або провідник зі струмом у магнітному полі.
Напрям сили F легко визначити за правилом лівої руки, (Див. мал.) де V — напрям струму, В — силові лінії магнітного поля, F — сила, що діє на провідник